# Romaiquía
Itimad Romaiquía (nombre españolizado de Etemad al-Rumaikiyya) fue una poeta andalusí del siglo XI, esposa del rey al-Mutámid de Sevilla (castellanización de Al-Mu'tamid).

## Biografía
Al-Rumaikiyya, según las deducciones de Eduardo Saavedra habría nacido entre 1045 y 1047, ya que la fecha de su nacimiento se desconoce, la de su muerte también aunque Saavedra la estima en 1091 a 1095.
Era de humilde condición y servía a un musulmán sevillano llamado Jachach, que la empleaba en conducir bestias de carga. Un día el príncipe Muhámmad al-Mutámid, hijo del rey Al-Mutádid, la vio en la calle y tan prendado quedó de su talento y hermosura, que la rescató en el acto y la hizo su esposa, con gran disgusto su padre el rey, que sin embargo, no tardó en dejarse conquistar por Romaiquía, sobre todo después de haberle dado un nieto.
Romaiquía, a pesar de su humilde cuna, supo ganarse su papel como reina, aun en una corte tan fastuosa como la de Sevilla, cuando su marido sucedió a su padre. Ella correspondió al amor que le tenía su esposo, y éste no hubo capricho de su esposa que no cumpliera, hasta el punto de que los súbditos hubieron de manifestar su descontento. Esta pasión mutua se tradujo en inspirados y sentidos versos que se dirigían los dos esposos, pero de los de Romaiquía no queda más que una poesía. Además de a la poesía, se conserva una inscripción en el Museo Arqueológico de Sevilla acredita que a ella se debe la construcción de la torre de la mezquita que había en el lugar que ocupa hoy la Iglesia de San Juan de la Palma y tal vez fuera obra suya toda la mezquita. Es de suponer que en su largo reinado llevara a cabo otras obras.
Destronado al-Mutámid por Yusuf, fue conducido con su esposa e hijos a una fortaleza de Agmat, en el actual Marruecos, donde se supone que murió Romaiquía, cuya desgraciada suerte fue llorada por sus contemporáneos. De los diversos hijos que se mencionan de este matrimonio se saben los nombres de Abbad, Arradi y Almamaún, muertos en la guerra; Arraxid, designado sucesor al trono después de la muerte de Abbad; Almotab, Arrebí, Abuhaxem y Boteina, quién según los historiadores, se pareció a su madre en la belleza y en la inspiración poética.
Posiblemente fue madre también de Abu Nasr al-Fath al-Ma'mun, casado con Zaida, que tras enviudar fue amante y supuestamente esposa de Alfonso VI de Castilla.

## Literatura
La relación al-Mutámid y Rumaikiyya fue la fuente de numerosas historias, como la que aparece en el Libro de los ejemplos del Conde Lucanor y de Patronio, cuento XXX, De lo que aconteció al rey Abenabed de Sevilla con su mujer, Ramaiquía, obra de Don Juan Manuel.esta gente no sabe escribir